# Корисні копалини Анголи
Корисні копалини Анголи. 
У Анголі є родовища нафти і газу,  руд заліза, марганцю, міді, золота алмазів, бокситів, фосфоритів, гіпсу і сірки. 

## Корисні копалини Анголи станом на 1998-99 рр.
| Корисні копалини                       | Запаси       | Запаси   | Вміст корисного компоненту в рудах, % | Частка у світі, % |
| Корисні копалини                       | Підтверджені | Загальні | Вміст корисного компоненту в рудах, % | Частка у світі, % |
| Алмази, млн кар. -природних -ювелірних |              | 240 120  |                                       | 20,2 27,2         |
| Боксити, млн т                         | 45           | 45       | 49 (Al2O3)                            | 0,2               |
| Залізні руди, млн т                    | 1000         | 2075     | 47                                    | 0,6               |
| Золото, т                              | 3            | 6        | 1-18 г/т                              |                   |
| Марганцеві руди, млн т                 |              | 5        |                                       |                   |
| Мідь, тис. т                           | 330          | 450      | 2,8 (Cu)                              |                   |
| Нафта, млн т                           | 534          |          |                                       | 0,4               |
| Природний горючий газ, млрд м³         | 48           |          |                                       |                   |
| Фосфорити, млн т                       | 8            | 40       | 20 (Р2О5)                             | 0,16              |

За запасами нафти Ангола займає 4-е, залізних руд – 7-е місце в Африці. Родовища нафти і газу розташовані на Ангольському шельфі (див. Нафтові родовища Ангольського шельфу), в межах западин Нижньоконголезької та Кванза. У 1999-2001 на шельфі Атлантичного о. в зоні юрисдикції Анголи були відкриті великі родовища вуглеводнів. Потенційні ресурси надр цих акваторій оцінюються більш ніж в 1.5 млрд т н.е. Загальне число глибоководних відкриттів на ангольському шельфі до початку 2001 р. досягло 29.
Основні родовища залізних руд зосереджені в районі Касинги. Сумарні їх запаси становлять 2 млрд т. 
Родовища марганцю – Кітото-Кікунью, міді – Тетелу, Мавойо, Бембе, золота – Мпопо, Шипіндо, п’єзокварцу – Покаріса. 
Прогнозні запаси алмазів оцінюються в 310-350 млн кар, найбільші трубки – Катока (40 млн кар), Камафука і Камазамбо (запаси обох 60 млн кар), а також розсипи в межах Анголо-Касайської алмазоносної  провінції (Кванго, Андрада, Лукапа та ін.).
Інші корисні копалини. У південній Анголі є родовища мармуру і чорного граніту.